# NK Ilovac Karlovac
NK Ilovac je hrvatski nogometni klub iz Karlovca. 

## Povijest
Osnovan je 1971. godine spajanjem Proletera i Tehničara (postojao od 1962. do 1971.)
Klub organizira memorijalni turnir Drago Stanković – Jole za najmlađe nogometaše.
Trenutačno se natječe u 4. nogometnoj ligi Središta Zagreb (peti rang natjecanja).

## Vanjske poveznice
- Profil, HNS Semafor